# Церква Успіння Пресвятої Богородиці (Хлібичин)
Церква Успіння Пресвятої Богородиці (Хлібичин) — дерев'яна гуцульська церква в с. Хлібичин Івано-Франківської області, Україна, пам'ятка архітектури національного значення.

## Історія
Церква датована 1854 роком. У радянський період церква  охоронялась як пам'ятка архітектури Української РСР (№ 1198). В цей період (до 1991 року) була зачинена, після відкриття відреставрована та заново освячена. Використовується громадою ПЦУ (Василій Близнюк).

## Архітектура
Церква хрещата в плані з великим квадратним зрубом нави та невеликими раменами. До бабинця прибудовано ганок, а до вівтаря прибудована ризниця. Ще один ганок прибудовано до південного рамена нави. Зруб нави продовжується восьмигранною частиною на якій розташована баня шатрового типу. Бокові зруби мають двосктні дахи. Опасання церкви розташовується навколо зрубів на їх випусках (вінцях). На бані та бокових дахах церкви встановлено п'ять маківок на ліхтарях. Дах перекритий бляхою. Інтер'єр церкви був розписаний в XIX столітті.

## Дзвіниця
Дзвіниця, яка входить до складу пам'ятки складається з двох ярусів, нижній з яких з квадратного зрубу, а верхній восьмигранний каркасного типу. Дзвіниця оточена опасанням та перекрита шатровим звершенням.